# Карлсон вернулся
«Ка́рлсон верну́лся» — советский рисованный мультипликационный фильм режиссёра Бориса Степанцева. Экранизация по мотивам двух сказок трилогии о Малыше и Карлсоне Астрид Линдгрен «Карлсон, который живёт на крыше, опять прилетел» и «Карлсон, который живёт на крыше, проказничает опять». Второе применение электрографии в советской мультипликации.

## Сюжет
Родители Малыша дают объявление, что для Малыша требуется воспитательница. Приходит суровая домработница фрекен Бок с кошкой Матильдой и пылесосом и заверяет родителей, что скоро они не узнают своего ребёнка. После ухода родителей она запирает Малыша в комнате, когда тот хочет съесть плюшку. Она говорит, что сладкое портит фигуру, и велит Малышу ложиться спать, делать уроки и мыть руки. Затем фрекен Бок велит Матильде заняться щенком Малыша, но после того, как тот кошку вылизал, она растаяла по отношению к нему. Прилетает Карлсон, его пропеллер снова выходит из строя, и он просит у Малыша «заправки» — торт со взбитыми сливками. Малыш предлагает Карлсону жареную колбасу, но не может её принести.
Фрекен Бок тем временем смотрит телевизор. Там транслируется передача «Из жизни привидений», где жулики из первого фильма рассказывают о напугавшем их призраке. Фрекен Бок относится к этому критически. По совету диктора она записывает номер телефона редакции.
Малыш хнычет, но Карлсон успокаивает его, выдавая фирменную фразу «Спокойствие, только спокойствие!». Далее он строит план, как отомстить «домомучительнице», и в итоге запирает её в комнате Малыша. Фрекен Бок падает в обморок, повторяя: «Ку-ку!».
В конце концов, после череды приключений, фрекен Бок всё же знакомится с Карлсоном. Они пьют чай, Карлсон начинает показывать фокусы, но приходят родители Малыша. Малыш собирается познакомить их с Карлсоном, но он уже улетел.

## Создатели
- Автор сценария: Борис Ларин
- Режиссёр: Борис Степанцев
- Художники-постановщики: Анатолий Савченко, Юрий Бутырин
- Композитор: Геннадий Гладков
- Оператор: Михаил Друян
- Звукооператор: Борис Фильчиков
- Ассистент оператора: Н. Наяшкова
- Монтажёр: Валентина Турубинер
- Художники: Ирина Светлица, Вера Харитонова, Светлана Скребнёва, Ольга Киселёва, Валентина Гилярова, Зоя Кредушинская
- Художники-мультипликаторы: Юрий Бутырин, Рената Миренкова, Виктор Шевков, Анатолий Петров, Галина Баринова
- Редактор: Раиса Фричинская
- Директор картины: Любовь Бутырина

## Роли озвучивали
- Клара Румянова — Малыш / мама Малыша
- Василий Ливанов — Карлсон / папа Малыша / телеведущий передачи «Из жизни привидений» / плач жуликов
- Фаина Раневская — фрекен Бок[2]
- Раиса Фричинская[3] — фрекен Бок (фраза «Милый, милый…») (в титрах не указана)
- Геннадий Гладков — Певец («Говорящая голова») (в титрах не указан)

## Почтовая марка

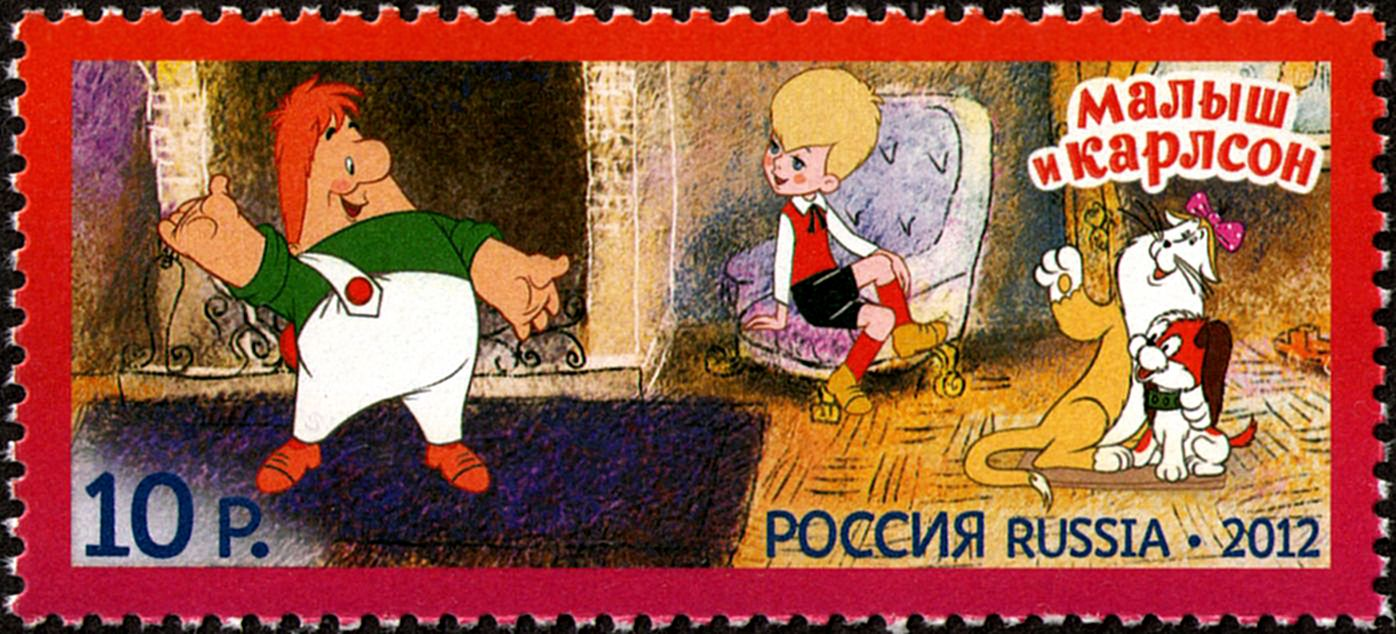
Герои мультфильма Бориса Степанцева на почтовой марке. Россия, 2012 г.

## Награды и признание
- 1970 — 2-я премия по разделу мультипликационных фильмов на V МКФ в Габрово, Болгария[1].
- Малыш и Карлсон изображены на почтовой марке России 1992 года.
- Кадр из мультфильма изображён на почтовой марке России 2012 года.

## Интервью
Цитата из интервью художника-постановщика А. М. Савченко:

- Вопрос: Своих самых знаменитых и популярных персонажей вы придумали легко?
- Ответ: Да, наверное… Попугай Кеша сразу получился, Карлсон тоже, без особых напрягов. И Фрекен Бок. Когда сценарий увлекает, намного легче работается. Всё нравится. Кстати, на роль Фрекен Бок Фаину Раневскую предложил я. Борька пробовал многих актрис, намучился страшно, никто не нравился. А с Раневской сразу всё получилось. Женщиной она была крутого нрава, режиссёра называла деточкой и не принимала никаких замечаний: «Деточка, я сама всё знаю!..» А на меня она даже обиделась. Когда увидела нарисованную Фрекен Бок, воскликнула: «Неужели я такая страшная?» Я попытался её переубедить: «Это не вы, а образ!» Но, по-моему, актриса осталась при своём мнении.
- Вопрос: Почему не было продолжения приключений Малыша и Карлсона?
- Ответ: Сняли мы два фильма, и студия собиралась делать третий, но режиссёр Борис Степанцев увлёкся новыми идеями. «Карлсона» отложили до лучших времён, а потом так к нему и не вернулись. Жаль, конечно, это была бы очень хорошая серия.— Интервью с Анатолием Савченко

По рассказам В. Ливанова, Раневская полагала, что художники, рисуя персонажей, стараются максимально их «приблизить» к актёрам, которые за них говорят. Раневская решила, что её героиню нарочно нарисовали некрасивой. Актрису пришлось долго уговаривать, мол, персонаж получился очень смешным и детям должен понравиться.

## Аудиосказка
В 1990-е годы на аудиокассетах изданием Twic Lyrec была выпущена аудиосказка по одноимённому мультфильму с текстом Александра Пожарова.